# Alexei Fjodorowitsch Orlow

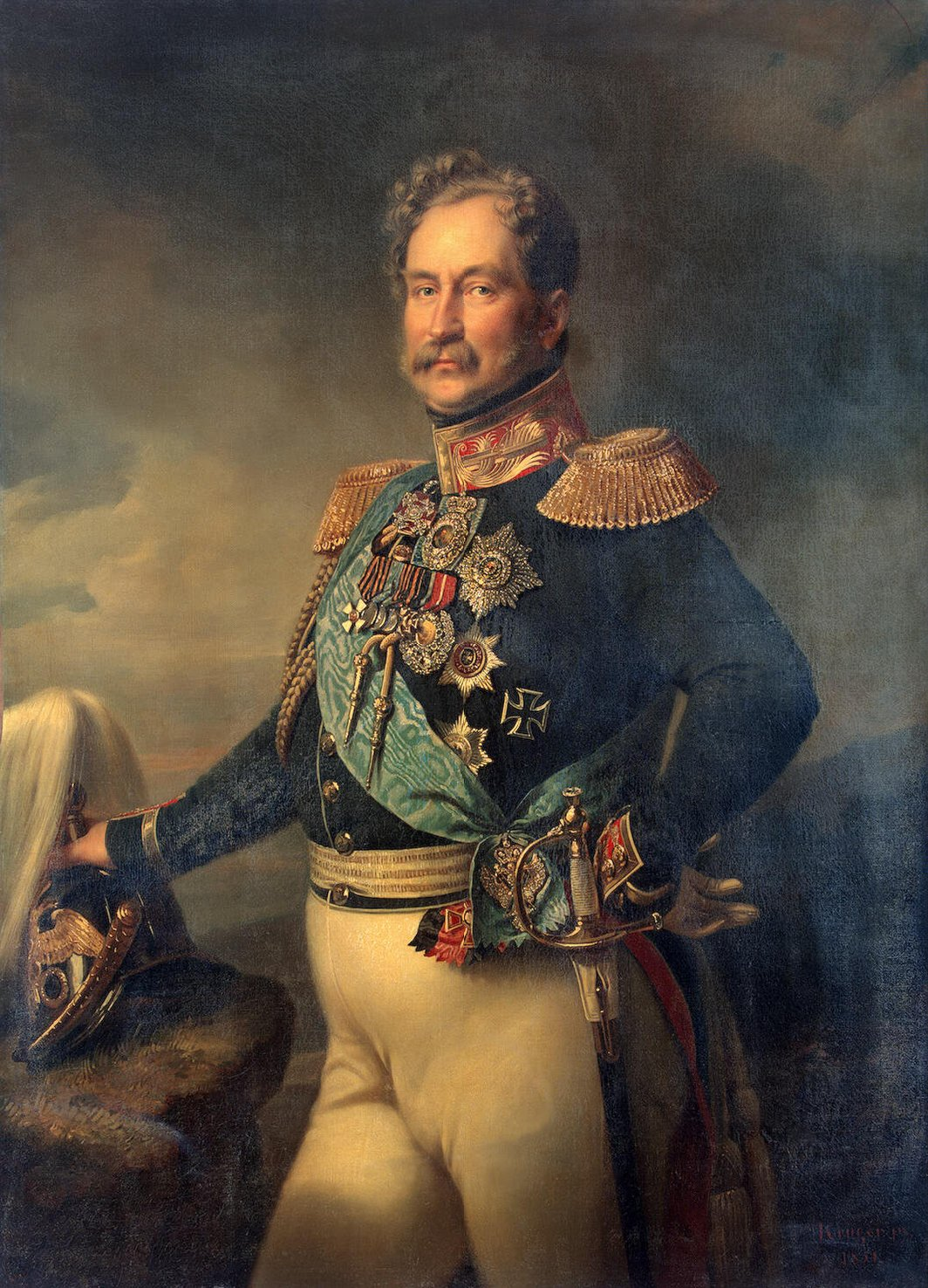
Alexei Orlow (Porträt von Franz Krüger, 1851)

Fürst Alexei Fjodorowitsch Orlow (russisch Алексей Фёдорович Орлов, wiss. Transliteration Aleksej Fëdorovič Orlov; * 8. Oktoberjul. / 19. Oktober 1786greg. in Moskau; † 9. Maijul. / 21. Mai 1861greg. in Sankt Petersburg) war ein General der russischen Armee und Staatsmann.
Alexei Fjodorowitsch Orlow war der Sohn von Fjodor Orlow, jüngerer Bruder von Grigori Orlow. Sein einziger Sohn, Nikolai Orlow, wurde 1820 geboren.
Er zeichnete sich in den französischen Kriegen aus, wurde Adjutant des Großfürsten Konstantin, dann Oberst und Kommandeur des Garderegiments zu Pferd. Am 26. Dezember 1825 trug seine Geistesgegenwart viel zur Dämpfung des Aufstandes der Garden bei, worauf er in den Grafenstand erhoben, zum Generaladjutanten ernannt wurde und das Kommando einer Kavalleriedivision erhielt, an deren Spitze er sich in dem türkischen Feldzug von 1828 auszeichnete.
Nachdem er am 14. September 1829 den Friedensvertrag von Adrianopel abgeschlossen hatte, ging er als außerordentlicher Botschafter nach Konstantinopel. 1833 erschien er als Oberbefehlshaber der am Bosporus gelandeten russischen Truppen von neuem in Konstantinopel und bewog den Sultan, den Vertrag von Hünkâr İskelesi zu unterzeichnen. Bald darauf wurde er General der Kavallerie und Mitglied des Reichsrats, und 1844 erhielt er das Oberkommando des Gendarmenkorps und die Leitung der geheimen Polizei.
Er begleitete Zar Nikolaus auf allen seinen Reisen. Seine Sendung nach Wien 1854, um Österreich für die russische Politik zu gewinnen, war erfolglos. Am Friedenskongress zu Paris 1856 wirkte er mit Erfolg als russischer Bevollmächtigter, wurde hierauf zum Präsidenten des Reichs- und Ministerrats ernannt und am 7. September 1856 in den Fürstenstand erhoben. Seit 1857 war er Ehrenmitglied der Russischen Akademie der Wissenschaften in St. Petersburg. Nachdem er den ihm 1858 übertragenen Vorsitz im Leibeigenschaftkomitee niedergelegt hatte, starb er am 21. Mai 1861 in Petersburg.
siehe auch: Grafen von Orlow